# Vallehermoso (Madrid)
Vallehermoso es un barrio perteneciente al distrito de Chamberí de Madrid. Está limitado por las calles de Isaac Peral y Juan XXIII al oeste, las avenidas de la Moncloa y de Reina Victoria al norte, la calle Bravo Murillo al este y Cea Bermúdez al sur.

## Transportes

### Cercanías Madrid
Ninguna estación de Cercanías da servicio al barrio. Las más cercanas son las de Nuevos Ministerios (C-2, C-3, C-4, C-7, C-8 y C-10, barrio de Ríos Rosas) a la que se puede acceder mediante la línea 6 de metro y la línea Circular de la EMT, y Príncipe Pío (C-7 y C-10, barrio de Palacio, distrito Centro) a la que se puede llegar también mediante la línea 6 de Metro y la Circular de la EMT. También se llega fácilmente a la estación de Sol (C-3 y C-4, barrio de Sol, distrito Centro) mediante las líneas 1 y 2 de Metro.

### Metro de Madrid
Las líneas que dan servicio al barrio son la 1, la 2, la 6 y la 7.
- La línea 1 solamente posee una parada en el barrio, en su extremo noreste (Cuatro Caminos)
- La línea 2 circula bajo Bravo Murillo parando en Cuatro Caminos y Canal.
- La línea 6 bordea el barrio por el norte parando en Cuatro Caminos, Guzmán el Bueno y Vicente Aleixandre.
- La línea 7 circula bajo Cea Bermúdez parando en Canal e Islas Filipinas, y luego gira al norte para llegar a la estación Guzmán el Bueno.

### Autobuses
Dentro de la red de la Empresa Municipal de Transportes de Madrid, las siguientes líneas prestan servicio:
| Línea | Terminales                                 |
| ----- | ------------------------------------------ |
| 1     | Cristo Rey - Prosperidad                   |
| 2     | Manuel Becerra – Reina Victoria            |
| 3     | Puerta de Toledo – San Amaro               |
| 12    | Cristo Rey – Pº Marqués de Zafra           |
| 37    | Cuatro Caminos – Puente de Vallecas        |
| 44    | Callao – Marqués de Viana                  |
| 45    | Legazpi – Reina Victoria                   |
| 64    | Cuatro Caminos – Pitis                     |
| 66    | Cuatro Caminos – Fuencarral                |
| 82    | Moncloa – Pitis                            |
| 124   | Cuatro Caminos – Lacoma                    |
| 127   | Cuatro Caminos – Ciudad de los Periodistas |
| 128   | Cuatro Caminos – Barrio del Pilar          |
| 132   | Moncloa – Hospital La Paz                  |
| 149   | Tribunal – Plaza de Castilla               |
| C1    | Circular 1                                 |
| C2    | Circular 2                                 |
| F     | Cuatro Caminos – Ciudad Universitaria      |
| N21   | Cibeles – Arroyo del Fresno                |
| N23   | Cibeles – Montecarmelo                     |
| NC1   | Circular 1                                 |
| NC2   | Circular 2                                 |